# M-31
La M-31 es una autopista de uso libre situada en Madrid (España). Tiene una longitud total de 5 kilómetros.

## Trazado
Su inicio se encuentra en la M-40 a la altura del barrio del Pozo del Tío Raimundo y finaliza en la M-50, enlazando también con la M-45. Se construyó dentro del marco de la autopista de peaje Radial 4 y sirve actualmente para descongestionar el enlace de la M-40 con la A-4, enlace complicado en el que la salida de la M-40 hacia la A-4 y viceversa se hace en ocasiones por la izquierda de la calzada, ocasionando graves retenciones debido a que los camiones de alto tonelaje deben situarse en el carril izquierdo de la autopista para abandonarla, además de sus difíciles curvas de incorporación.

## Tramos
| Denominación | Tramo                     | Kilómetros | Año servicio |
| ------------ | ------------------------- | ---------- | ------------ |
| M-31         | Enlace M-40 - Enlace M-50 | 5          | 2004         |

## Salidas
| Elemento | Nombre de salida /Ver de arriba-abajo | Número de salida | Nombre de salida /Ver de abajo-arriba | Carretera que enlaza                                                                    |
| -------- | ------------------------------------- | ---------------- | ------------------------------------- | --------------------------------------------------------------------------------------- |
|          | M-40                                  |                  | Madrid Continúa por M-40              | M-40                                                                                    |
|          |                                       |                  | Cádiz - Mercamadrid Valencia          | M-40 E-5 A-4 A-42 R-5 A-5 A-6 M-40 E-901 A-3 R-3 Aeropuerto A-2 R-2 A-1 Feria de Madrid |
|          | Cádiz Valencia                        | 3                | Cádiz Valencia                        | M-45 E-5 A-4 A-42 R-5 A-5 A-6 M-45 E-901 A-3 R-3 Aeropuerto A-2 R-2 A-1 Feria de Madrid |
|          | Cádiz Valencia                        |                  |                                       | M-50 E-5 A-4 R-4 A-42 R-5 A-5 A-6 M-50 E-901 A-3 R-3 Aeropuerto A-2 R-2 A-1             |
|          | Cádiz - Valencia Continúa por M-50    |                  | M-50                                  | M-50                                                                                    |

## Desarrollo futuro
Aunque actualmente dicha autopista se encuentra en una zona despoblada, esta prevista su urbanización. Actualmente se encuentra en construcción el polígono industrial de La Atalayuela, situado al sur de la carretera de Villaverde a Vallecas, y próximamente se iniciará la construcción del futuro barrio de Valdecarros, que limitará al sur con la M-50, al este con el ensanche de Vallecas, al norte con La Atalayuela y Mercamadrid y al oeste con las vías del AVE. Este barrio con capacidad para más de 200.000 habitantes será el mayor desarrollo urbanístico de España y uno de los mayores del mundo, y será atravesado por la M-31 y por la M-45.
Esta autopista también pretendía ser un acceso a la ciudad de Madrid desde Albacete, Alicante y Murcia si bien el tramo de la AP-36 desde Ocaña  hasta el enlace de esta autopista con la M-50 nunca se llegó a construir debido a que atravesaría el Parque regional del Sureste, hecho que hizo que se decidiera que la AP-36 fuera una continuación de la autopista R-4.